# Ricky Stanicky
Ricky Stanicky är en amerikansk komedifilm som hade en premiär den 7 mars 2024 på Amazon Prime Video. Filmen är regisserad av Peter Farrelly och som också skrivit filmens manus tillsammans med Jeffrey Bushell och Jason Decker.

## Handling
Filmen kretsar kring tre barndomsvänner som när spelar ett spratt som går fel, uppfinner de den imaginära Ricky Stanicky att skylla på för att få dem ur knipan.

## Rollista (i urval)
- Zac Efron
- John Cena – Ricky Stanicky
- Jermaine Fowler
- Andrew Santino
- Lex Scott Davis
- William H. Macy
- Anja Savcic
- Jane Badler